# Lisa Ortgies
Lisa Ortgies (* 7. Januar 1966 in Quakenbrück) ist eine deutsche Fernsehjournalistin und Kolumnistin.

## Leben
Nach einer kurzen Zeit als Au-pair in den USA und einigen darauf folgenden Jobs wurde Ortgies zunächst Stewardess. Später begann sie ein Studium der Psychologie und der Soziologie, das sie nicht abschloss. Neben ihrem Studium arbeitete Ortgies für eine Heidelberger Tageszeitung. 1994 gab sie ihr Studium auf und absolvierte stattdessen eine Ausbildung zur Journalistin an der Henri-Nannen-Schule in Hamburg.
Als 1996 beim Lokalsender Hamburg 1 die vorgesehene Schwangerschaftsvertretung einer Moderatorin ausfiel, wurde die dort zu dieser Zeit als Praktikantin tätige Ortgies als Ersatz engagiert. Sie konnte sich an ihrer neuen Arbeitsstelle behaupten und moderierte täglich zwei Nachrichtensendungen. Schließlich kam Ortgies zum NDR, wo sie die Kultursendung Arena (heute Kulturjournal) übernahm.
Von 1997 bis 2008 moderierte Ortgies im WDR die Sendung frauTV. Ihre Nachfolgerin wurde Angela Maas. Ab 2005 arbeitete Ortgies als Kolumnistin bei der feministischen Zeitschrift Emma. Im April 2008 gab Chefredakteurin Alice Schwarzer ihre Position bei Emma an Ortgies ab. Dafür stellte Ortgies ihre Tätigkeit als Moderatorin von frauTV ein. Bereits Ende Juni 2008 verließ sie die Zeitschrift wieder.
Ab August 2010 moderierte sie die Sendung Übernachtung & Frühstück im WDR. Ab Februar 2009 war sie wieder bei frauTV zu sehen, ab 2015 im Wechsel mit Sabine Heinrich.
2017 erlitt sie in New York einen Herzinfarkt. Seit 2022 ist Ortgies Moderatorin des Podcast Lisas Paarschitt.

## Familiäres
Ortgies war 20 Jahre mit einem Unternehmensberater verheiratet. Aus der Ehe gingen eine Tochter und ein Sohn hervor. 2021 wurde die Ehe geschieden. Sie lebt in Hamburg.

## Preise und Auszeichnungen
- 2014: Luise-Büchner-Preis für Publizistik

## Schriften
- mit Svea Große: Pinkeln im Stau und andere Katastrophen. Der Survivalguide für Frauen. VGS, Köln 2003, ISBN 978-3-8025-1505-7.
- Warum Schuhe nicht lügen – und anderer Schwachsinn, den Frauen glauben sollen. VGS, Köln 2004, ISBN 978-3-8025-1605-4.
- Heimspiel – Plädoyer für die emanzipierte Familie. DVA, München 2009, ISBN 978-3-421-04429-7.
- Ich möchte gern in Würde altern, aber doch nicht jetzt. Erwachsensein für Profis. Kiepenheuer & Witsch, Köln 2018, ISBN 978-3-462-04995-4.